# 1990年のラジオ (日本)
1990年のラジオ (日本)では、1990年の日本のラジオ番組、その他ラジオ界の動向について記す。

## 主な番組関連の出来事

### 3月
- 30日
  - ニッポン放送の日産自動車提供・平日19時台ナイターオフ20分枠（1988年度まで30分枠）が終了。『NISSANナマ生ステーション』から続いた11シーズンの歴史に幕（終了時点では「NISSAN FAX NETWORK みんなのニュース」）。
  - ニッポン放送の平日30分番組『HITACHI FAN! FUN! TODAY』が終了。前々身の『日立ミュージック・イン・ハイフォニック』から続いた日立製作所提供の平日30分枠が終了。

### 4月
- 9日 - TBSラジオの朝ワイド番組『森本毅郎・スタンバイ!』が放送開始。

### 10月
- 初旬 - ニッポン放送の平日19時台ナイターオフ20分枠は日産自動車の一社提供から複数社提供になる（当時は「MUSIC MEMORY」（ニッポン放送では『そのまんま東のぐらぐら・グラッチェ』枠内での放送））。

## 開局
- 4月1日 - エフエム石川
- 10月1日
  - 兵庫エフエムラジオ放送
  - エフエム大分

## 開始番組

### 1990年1月放送開始
ニッポン放送
- 3日 - 木根尚登のオールナイトニッポン
- 7日 - ハートにribbon

### 1990年3月放送開始
ニッポン放送
- 24日 - 中山美穂 P.S. I LOVE YOU[1]

MBSラジオ
- 2日 - WAKU WAKU 桃コール[1]

FM石川
- 20日 - Ken Rock Station

### 1990年4月放送開始
NHKラジオ第1放送
- 2日 - 吉川英治名作選
- 7日 - ラジオアングル
- 28日 - ラジオ深夜便

NHK-FM放送
- 2日
  - ひるのワイド歌謡曲
  - 歌謡スクランブル
  - ミュージックスクエア
  - サウンド夢工房
- 6日 - 歌謡ジャーナル
- 7日
  - ワールドポップスセレクション
  - サタデークラシックリクエスト
  - サタデーライブイン
- 8日 - 日曜クラシックスペシャル

秋田放送
- 8日 - なんてったって日曜はスポーツ

TBSラジオ
- 9日
  - 森本毅郎・スタンバイ!
  - TBSレディオクラブ
- 10日
  - それゆけ洋七元気丸!
  - 小学生チャレンジ放送局
- 7日 - ウィークエンドネットワーク
- 14日 - 上岡龍太郎のサタデー・ぴぷ!

文化放送
- 9日
  - 志の輔ラジオ 気分がいい!
  - 走れ! やじうまン!!
  - 超学生ハビタ となりのハチャメちゃん
- 15日 - キラキラサンデー フレッシュふたり組[1]

ニッポン放送
- 2日
  - 内海ゆたおの夜はドッカーン!
  - CoCo恋は大騒ぎ[1]
  - ぽっぷん王国ミュージックスタジアム
- 4日 - 真璃子のオールナイトニッポン[1]
- 6日 - B21スペシャルの活躍金曜日
- 7日 - ゴッドアフタヌーン アッコのいいかげんに1000回
- 9日 - 爆笑問題のオモスルドロイカ帝国
- 14日
  - タモリの週刊ダイナマイク
  - 三宅裕司のどよ〜ん!
  - 和久井映見 もう一つのおもちゃ箱
  - 青春コール東京ハラギャーテーズ

CBCラジオ
- 9日 - CBCラジオヘッドライン

KBS京都
- 開始日不明 - いくよ・くるよのはりきりフライデー

朝日放送
- 9日 - ナイス9!長沢彰彦です

MBSラジオ
- 9日 - ぱんげあクラブ

ラジオ大阪
- 2日 - よしもとDAウー!

山陽放送
- 2日 - どけぇいきょーん?!

西日本放送
- 7日 - You遊ステーション
- 8日
  - カガワトークオン[2]
  - 平成DODONPAラジオ
- 9日
  - 勇気が出るラジオ ワイド!まっぴるマン[2]
  - RNC TODAY

九州朝日放送
- 9日 - 3P
- 開始日不明 - 栗田善成のやじうま大放送

FM東京
- 1日 - プレミア3
- 2日
  - WORLD EXPRESS 600
  - おはようTOKYOITE
  - FMソフィア
- 7日 - 渡辺美里の虹をみたかい

NACK5
- 開始日不明 - WARMING-UP MUSIC

### 1990年5月放送開始
西日本放送
- 開始日不明 - 私の観た香川II

### 1990年6月放送開始
ニッポン放送
- 4日 - 大槻ケンヂのオールナイトニッポン

琉球放送
- 1日 - うりひゃー!東京カラーランド

### 1990年10月放送開始
HBCラジオ
- 8日
  - 東京銀座7丁目 HEART BEAT CLUB
  - 真夜中のコンビニエンス〜Amigo
  - ジャンボ秀克軍団のa・ヨイショ!

STVラジオ
- 14日 - 奥山コーシンの日よういっぱい生ワイド

TBSラジオ
- 8日 - 岸谷五朗の東京RADIO CLUB
- 13日 - 永井真理子 POP SPIRITS!
- 開始日不明 - 南野陽子 セピア色のメロディ[1]

文化放送
- 8日
  - OH!ZIPANGLE
  - キッチュ!夜マゲドンの奇蹟
- 10日 - キユーピー・メロディホリデー

ニッポン放送
- 13日 - 森脇・山田のパニックしようぜ!東京ハラギャーテーズ
- 14日
  - 羽野晶紀のミュージックハーモニー
  - 上柳昌彦のベストヒットサンデー
- 開始日不明
  - そのまんま東のぐらぐら・グラッチェ
  - 涙の電話リクエスト

東海ラジオ
- 8日 - アイドルハウス ビンバンブン
- 開始日不明 - かおりのHello!アニポップ

朝日放送
- 開始日不明 - ABCラジオパラダイス

中国放送
- 開始日不明 - ジューケンキャンパススタジオ

九州朝日放送
- 開始日不明 - KBC-INPAX サタデーイブニングスロープ

TOKYO FM
- 1日 
  - カタクリコホットライン・ゴールドラッシュ
  - わがままリクエスト DANCE SHIP TOKYO

NACK5
- 1日 - MIDNIGHT ROCK CITY

エフエム富士
- 開始日不明 - SUNSET CALLING

### 開始日不明
文化放送
- 小川範子のとってもスウィートルーム[1]
- 桜井幸子の!!超元気[1]
- ribbonのルームメイト気分で[1]

民放AM各局
- 水谷優子のアニメ探偵団II

FM大阪
- 真璃子のComey Breeze[1]

## 終了番組

### 1990年3月放送終了
NHK-FM
- 17日
  - ウィークエンドライブスペシャル
  - ニューサウンズスペシャル
- 25日 - 世界音楽めぐり
- 22日 - ニューミュージック・ダイアリー
- 23日 - アドベンチャーロード
- 30日
  - ジョイフルポップ
  - ミュージックシティー
- 31日 -  たのしいコーラス

ニッポン放送
- 29日 - HITACHI FAN! FUN! TODAY

エフエム東京
- 30日 - FMファミリー

### 1990年9月放送終了
TBSラジオ
- 30日 - 百万人の音楽

### 1990年10月放送終了
STVラジオ
- 7日 - サンデージャンボスペシャル